# Aristarc d'Alexandria
Aristarc d'Alexandria (en llatí Aristarchus, en grec Αρίσταρχος "Arístarkhos") fou un escriptor grec d'Alexandria que va escriure un llibre sobre la interpretació dels somnis mencionat per Artemidor a la seva obra titulada Ονειροκριτα.